# Словарь Академии Российской

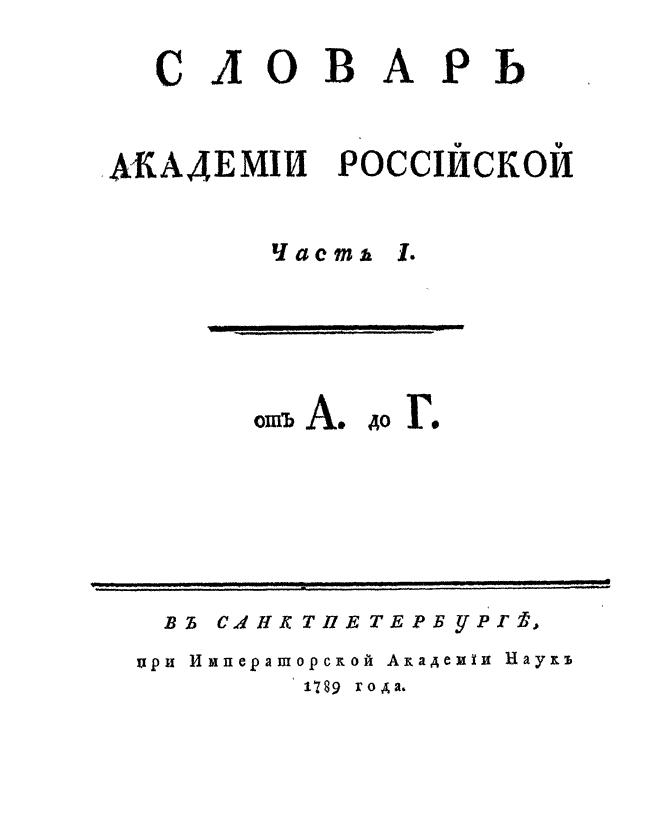
Титульный лист первого тома словаря

Слова́рь Акаде́мии Росси́йской — первый толковый словарь русского языка. Содержит 43 257 слов в шести частях. Работа над словарём началась в 1783 году и заняла всего 11 лет. При этом использовались материалы работы над словарём Российского собрания Академии наук в 1735—1743 годах и Вольного российского собрания в 1771—1783 годах (в работе этого добровольного общества активно участвовала и назначенная президентом Российской академии Е. Р. Дашкова).

## Описание
Словарь содержал элементы этимологического словаря: слова располагались по общему корню, образуя разветвлённые смысловые гнёзда. Пользуясь словарём, можно было определить, откуда произошло слово; кроме того, издание включало множество новых слов в русском языке — в частности, введённые М. В. Ломоносовым научные термины. Издержки словаря, особенно в плане замысловатой ботанической терминологии, подверглись критике на страницах «Толкового словаря» В. И. Даля. Тираж первого издания словаря составил 620 экземпляров.

Пример статьи (оригинальная орфография)

## Авторы
В составлении словаря приняли участие Д. И. Фонвизин, Г. Р. Державин, И. Н. Болтин, И. И. Лепехин, С. Я. Румовский, Н. Я. Озерецковский и другие составители.

## Тома
| Том | Название      | Год издания | Кол-во стр. |
| --- | ------------- | ----------- | ----------- |
| 1   | от А до Г     | 1789        | 634         |
| 2   | от Г до З     | 1790        | 664         |
| 3   | от З до М     | 1792        | 761         |
| 4   | от М до Р     | 1793        | 639         |
| 5   | от Р до Т     | 1794        | 602         |
| 6   | от Т до конца | 1794        | 600         |

## Переиздание
С 2001 по 2006 гг. Московским гуманитарным институтом им. Е. Р. Дашковой и Российской академией наук был осуществлен проект по переизданию первого толкового словаря русского языка «Словарь Академии Российской 1789—1794» в шести томах. Руководила проектом кандидат исторических наук, ректор МГИ. им. Е. Р. Дашковой Лариса Викторовна Тычинина.

## Второе издание
С выходом первого издания словаря лексикографическая работа в Академии не прекратилась. Было решено усовершенствовать структуру подачи материала, расположив его в алфавитном порядке. Результатом коллективного труда стал выход в 1806—1822 годах второго издания словаря под названием «Словарь Академии Российской, по азбучному порядку расположенный» в шести частях. Помимо изменения в расположении лексического материала, значительно расширился словник, составивший 51 388 слов.